# Obergladbach
 Obergladbach  ist ein Ortsteil der Gemeinde Schlangenbad im südhessischen Rheingau-Taunus-Kreis mit über 400 Einwohnern. In Obergladbach steht eine Nikolauskapelle, die zur katholischen Pfarrei St. Ägidius in Niedergladbach gehört.

## Geographie
Obergladbach liegt auf einer Höhe von 350 Meter im Gladbachtal am Ostrand des Hinterlandswaldes. Die einzige Zufahrtsstraße, die Landesstraße 3035, führt von Hausen vor der Höhe aus südöstlicher Richtung kommend über Niedergladbach weiter zum Wispertal.

## Geschichte
Erstmals urkundlich erwähnt wird Obergladbach im Jahr 1239. Der Name geht auf das mundartliche Wort glad (klar, glänzend) zurück. Entstanden ist der Ort als Siedlung von Waldarbeitern und Köhlern aus Thüringen, die zur Nutzung des Hinterlandswaldes hier angesiedelt worden waren. 
Obergladbach gehörte zunächst zu den 15 Überhöhischen Dörfern des Rheingaus und dann zur Niedergrafschaft Katzenelnbogen. Im Jahre 1583 wurden Obergladbach und Niedergladbach durch den Merlauer Vertrag zwischen Kurmainz und der Landgrafschaft Hessen-Kassel gegen zwei Dörfer der Pfalz eingetauscht und wieder unmittelbar mainzisches Territorium. Aus diesem Grund blieben beide Orte katholisch. 
Obergladbach lag außerhalb des Rheingauer Gebücks und blieb so wirtschaftlich hinter dem relativen Wohlstand des Rheingaus zurück. Einzige Quelle zur Erlangung von Wohlstand war die Köhlerei.  
Zu Obergladbach gehört der Hof Mappen, den die Mönche des Klosters Eberbach direkt an der Außengrenze des Rheingauer Gebücks anlegten, was im Rheingau für Verdruss sorgte, da dies eine ständige Gefährdung der Landwehr darstellte. Hinter dem Mapper Hof erbauten die Rheingauer die Mapper Schanze, das am besten erhaltene Torbollwerk des Rheingauer Gebücks. Nach dem Dreißigjährigen Krieg wurde der Hof Mappen an die auf Schloss Vollrads ansässigen Herren von Greiffenclau verkauft. Nach dem Zweiten Weltkrieg ist der Hof mehrmals in andere Hände gegangen und wird seitdem als Gestüt genutzt.
Im Vorfeld der Gebietsreform in Hessen schloss sich die Gemeinde Obergladbach und andere Gemeinden am 1. Juli 1972 freiwillig der Gemeinde Schlangenbad an. Für den Ortsteil Obergladbach wurde wie für die übrigen Ortsteile ein Ortsbezirk  mit Ortsbeirat und Ortsvorsteher eingerichtet.

## Kultur und Sehenswürdigkeiten
Um das Jahr 1703 zur Regierungszeit des Mainzer Kurfürsten Philipp Karl hat der „ehrbare junge Gesell Johannes Messinger“, ein Köhler, mitten im Ort den Bau der katholischen Kapelle St. Nikolaus in der Nikolausstraße 2 gestiftet. Es handelt sich um einen kleinen verputzten Saalbau mit dreiseitigem Chorschluss und Zwiebeldachreiter. Die östliche Außenwand zeigt in einer Figurennische eine bäuerliche barocke Holzfigur des St. Nikolaus.

## Persönlichkeiten
- Johann Laufer (1857–1924), hessischer Landtagsabgeordneter, geboren in Obergladbach.